# Speckle imaging

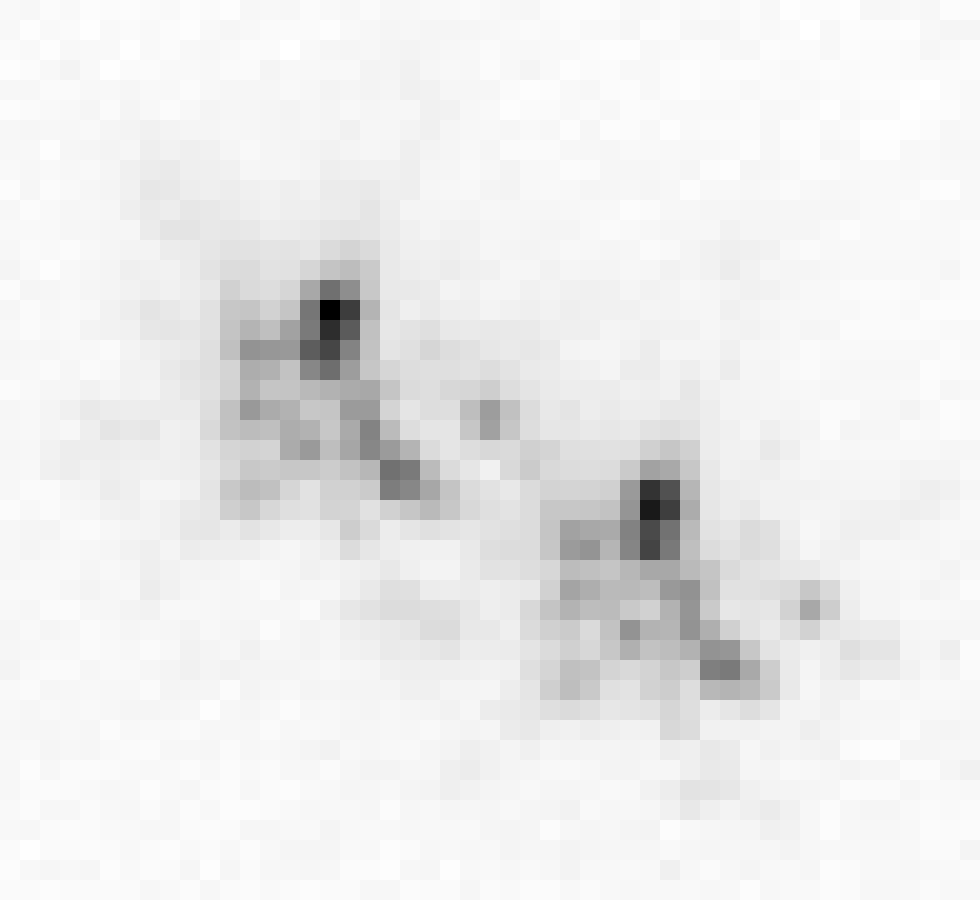
Tipica immagine (in negativo) a breve esposizione di una stella binaria (in questo caso Zeta Boötis) vista dall'interno dell'atmosfera terrestre. Ciascuna stella dovrebbe apparire come un singolo punto, ma l'atmosfera distorce l'immagine del "disco" della stella, originando delle caratteristiche "macchioline" (una in alto a sinistra, l'altra in basso a destra). Le macchie sono poco definite in questa immagine a causa della bassa risoluzione della fotocamera usata. Le piccole macchie si muovono rapidamente l'una intorno all'altra, così che ciascuna stella appare come una singola macchia sfocata nelle immagini a lunga esposizione. Il telescopio impiegato ha un diametro di 7r0.

Immagine animata che mostra cosa si vede con un telescopio quando si osserva una stella a grandi ingrandmenti (immagine in negativo). Il telescopio impiegato ha un diametro di 7r0. Da notare come la stella paia frantumarsi in molti punti (noti come speckle [cioè macchioline]), ma si tratta di un effetto dell'atmosfera terrestre. Le varie tecniche appartenenti allo speckle imaging cercano di ricreare l'immagine dell'oggetto così come era prima di essere disturbata dall'atmosfera. Nell'immagine si riscontrano anche delle vibrazioni del telescopio.

Con il termine speckle imaging (letteralmente "creare immagini a partire da macchie") si indica in astronomia una grande varietà di tecniche osservative ad alta qualità basate su varie tecnologie, tra cui lo shift-and-add (chiamata anche image stacking) o l'interferometria a macchie. Tali tecniche osservative consentono di incrementare notevolmente la risoluzione dei telescopi di terra.
L'insieme di tecniche che fanno capo allo speckle imaging hanno portato ad un vasto numero di scoperte, tra cui migliaia di stelle doppie, che, secondo le osservazioni precedenti, parevano essere stelle singole, e le prime immagini di macchie sulla superficie di altre stelle oltre il nostro Sole. Gran parte di queste tecniche sono tuttora largamente in uso, in particolar modo per fornire immagini dettagliate degli oggetti particolarmente brillanti.

## Illustrazione della tecnica
Il principio di base dello speckle imaging è quello di ricavare delle immagini a breve esposizione e successivamente elaborarle con un computer in modo da rimuovere gli effetti distorsivi causati dall'atmosfera (seeing).
La risoluzione limite di un telescopio è direttamente proporzionale alla grandezza dello specchio principale, a causa di un effetto noto come diffrazione di Fraunhofer; ciò si nota in modo particolare nelle immagini di oggetti distanti, che appaiono frammentate in piccole macchioline che prendono il nome di dischi di Airy, mentre gli oggetti meno distanti non sono soggetti a questo fenomeno.
Questi difetti sono dovuti alle variazioni dell'indice di rifrazione dell'aria. L'atmosfera è composta da diversi strati di gas che si muove in vortici turbolenti, con una dimensione tipica pari al parametro di Fried r0, che presentano delle differenze di temperatura l'uno dall'altro. Questo fa sì che ogni vortice abbia un indice di rifrazione diverso rispetto a quelli a lui vicini e si comporti come una lente che modifica il fronte d'onda piano che arriva dalla sorgente. In questo modo l'immagine di una sorgente puntiforme non è più la tipica figura del disco di Airy di dimensione {\displaystyle \lambda /D}, in cui D è il diametro del telescopio, ma è composta da un insieme di figure di diffrazione in movimento, i vortici non sono fissi, che, in un'immagine con un tempo di esposizione sufficientemente lungo danno origine ad una PSF di dimensione {\displaystyle \lambda /r_{0}}.
Per quanto riguarda le osservazioni classiche, i limiti pratici nella risoluzione sono dovuti alle dimensioni dello specchio del telescopio, in conformità ai limiti meccanici che sussistono quando il diametro dello specchio è minore o pari a r0 (dimensione media delle bolle d'aria che costituiscono la perturbazione atmosferica. Può raggiungere circa 20 cm per le osservazioni in buone condizioni e aumenta all'aumentare della lunghezza d'onda). Per molti anni le prestazioni dei telescopi sono state limitate da questo difetto, fino all'introduzione dell'interferometria a macchie e dell'ottica adattiva, che hanno permesso di ridurre il problema.
Questa tecnica permette ai telescopi più grandi di visualizzare non solo gli oggetti più deboli, in quanto captano una maggiore quantità di luce e la riflettono in specchi più grandi, ma di visualizzare altrettanto bene anche gli oggetti più piccoli e distanti.
Con lo speckle imaging è altresì possibile ricreare l'immagine originale, priva dei disturbi atmosferici, tramite tecniche di fotoritocco.

## Tipologie
Lo speckle imaging comprende diverse tecniche, ognuna con le sue caratteristiche e modalità d'uso.
Nella tecnica shift-and-add, le immagini a breve esposizione sono disposte a partire dalla più luminosa e viene ottenuta un'immagine computerizzata con una luminosità che è la media tra quelle delle immagini prese in precedenza. Nella variante lucky imaging vengono scelte solo le immagini migliori ottenute in tempi espositivi piccolissimi (100 ms o meno).
Un'altra tipologia di speckle imaging è l'interferometria a macchie. Una sua variante, detta speckle masking, implica il calcolo del bispettro o delle fasi di chiusura di ciascuna immagine a breve esposizione; il calcolo del "bispettro medio" viene poi invertito per ottenerne un'immagine. Questa tecnica dà risultati migliori con l'uso delle cosiddette "maschere di apertura". I pionieri di questa tecnica furono i membri del Cavendish Astrophysics Group, che trovarono il modo di ostruire l'apertura del telescopio lasciando liberi alcuni fori in modo da permettere il passaggio della luce; si veniva a creare così un piccolo interferometro ottico con una potenza risolutiva maggiore di un telescopio senza maschere. Naturalmente c'è il rovescio della medaglia: acquisire le immagini a una così breve esposizione è difficile, e, se l'oggetto fosse troppo debole, non verrebbe catturata abbastanza luce da render possibile l'analisi. L'uso della tecnica risale ai primi anni settanta, quando veniva impiegata in scala limitata con l'utilizzo di tecniche fotografiche, ma dato che la pellicola fotografica, impressionandosi, catturava solo il 7% della luce che arrivava, si poteva procedere in questo modo solo con gli oggetti più brillanti. L'introduzione in astronomia del Charge Coupled Device (CCD), che cattura più del 70% della luce, ha abbassato il limite delle applicazioni pratiche della tecnica, ed oggi la tecnica è ampiamente usata per altri oggetti astronomici meno luminosi (per esempio stelle e sistemi stellari).
Un altro limite della tecnica è il fatto che richiede una grande elaborazione elettronica dell'immagine, cosa che era molto difficile da fare agli albori dello speckle imaging. Sebbene il quasi-universale computer Data General Nova sia stato molto utile in questo ruolo, era abbastanza lento da limitarne l'applicazione agli obiettivi più "importanti". In seguito questa limitazione è pressoché scomparsa nel corso degli anni ed al giorno d'oggi i computer desktop hanno una potenza sufficiente a rendere tale elaborazione quasi insignificante in termini di difficoltà.
Il fatto che gran parte delle tecniche che fanno parte dello speckle imaging abbiano più nomi deriva in gran parte dagli astronomi amatoriali che reinventano le tecniche attuali di speckle imaging dando loro nuovi nomi.

## Storia
Il segreto di questa tecnica, scoperta dall'astronomo statunitense David L. Fried nel 1966, era quella di scattare le immagini il più velocemente possibile, in modo che gli effetti atmosferici fossero ridotti al minimo. Per le immagini prese nell'infrarosso, i tempi di esposizione sono dell'ordine dei 100 ms, ma nella lunghezza d'onda del visibile scendono a meno di 10 ms. Nelle immagini scattate in questo o in un più breve lasso di tempo il moto dell'atmosfera è troppo lento per sortire grossi effetti; le macchie presenti nell'immagine danno un'idea degli effetti dell'atmosfera in quell'istante. Nel 1970 l'astronomo francese Antoine Labeyrie ha dimostrato che le informazioni possono essere ricavate, dalle porzioni ad alta risoluzione dell'immagine, a partire dalla forma assunta dalle macchie utilizzando l'analisi di Fourier (l'interferometria a macchie). Negli anni ottanta sono state sviluppate delle metodiche che hanno consentito la ricostruzione delle immagini tramite l'interferometria a partire dalla disposizione delle macchie.

## Altri usi
Più recentemente si sono sviluppati altri usi della tecnica, soprattutto nell'ambito delle applicazioni industriali. Impiegando un laser (le cui onde luminose simulano alla perfezione la luce di una stella distante) su di una superficie, la disposizione delle macchie può essere manipolata in modo da dare immagini dettagliate dei difetti riscontrabili nel materiale.

### Uso in biologia
Lo speckle imaging viene utilizzato, oltre che in ambito astronomico, anche in biologia, allo scopo di identificare le sottostrutture cellulari periodiche (come i vari filamenti e fibre); esse, viste con questa tecnica, anziché comparire come strutture continue ed uniformi, appaiono come un insieme discreto di macchie. Ciò è dovuto alla distribuzione statistica dei componenti identificati che possiedono una parte non identificata. Tale tecnica si avvale di osservazioni in tempo reale dei sistemi dinamici ed anche dell'analisi di immagini video in modo da comprendere meglio i processi biologici.

## Alcune immagini
Le immagini, cui rimandano questi link, sono state ottenute con lo speckle imaging ed hanno delle particolari risoluzioni, in quanto ottenute con strumenti molto potenti quale il Telescopio Spaziale Hubble:
- WR 104, su physics.usyd.edu.au.
- WR 98a, su physics.usyd.edu.au.
- LKHa 101, su physics.usyd.edu.au.
- MWC 349A, su physics.usyd.edu.au.
- Betelgeuse, su mrao.cam.ac.uk. URL consultato il 22 settembre 2007 (archiviato dall'url originale il 14 giugno 2007).